# 朱国潘
朱国潘，大庾人，是一名清朝政治人物。
朱国潘曾于顺治六年接替黎樹聲任兴化府知府一职，顺治十一年由张彦珩接任。